# Matt Biondi
Matt Biondi (n. 8 octombrie 1965, Moraga⁠(d), California, SUA) este un înotător american, medaliat olimpic. A participat la 3 ediții ale Jocurilor Olimpice (1984, 1988, 1992) în care a câștigat 11 medalii de aur, două medalii de argint și o medalie de bronz.